# Campanuloideae
Campanuloideae es una subfamilia de plantas con flores perteneciente a la familia Campanulaceae. 

## Géneros
Adenophora - Astrocodon - Asyneuma - Azorina - Berenice - Campanula - Canarina - Codonopsis - Craterocapsa - Cryptocodon - Cyananthus - Cylindrocarpa - Echinocodon - Edraianthus - Feeria - Githopsis - Gunillaea - Hanabusaya - Heterochaenia - Heterocodon - Homocodon - Jasione - Legousia - Leptocodon - Merciera - Michauxia - Microcodon - Musschia - Namacodon - Nesocodon - Ostrowskia - Peracarpa - Petromarula - Physoplexis - Phyteuma - Platycodon - Popoviocodonia - Prismatocarpus - Rhigiophyllum - Roella - Sergia - Siphocodon - Symphyandra - Theilera - Trachelium - Treichelia - Triodanis - Wahlenbergia - Zeugandra